# Almirante Yamamoto (película)
Rengō Kantai Shirei Chōkan: Yamamoto Isoroku (連合艦隊司令長官 山本五十六 Almirante de la Flota Combinada Isoroku Yamamoto?) es una película dramática japonesa de género bélico del año 1968, dirigida por Seiji Maruyama y con Toshirō Mifune, Yūzō Kayama, Yōko Tsukasa y Toshio Kurosawa como actores principales. 
La película, con un guion del mismo Seiji Maruyama junto a Shinobu Hashimoto y Katsuya Susaki, fue producida por la compañía cinematográfica Tōhō, que también se encargó de su distribución. 
Se centra en la vida del almirante Isoroku Yamamoto, la política japonesa de preguerra y su entrada en la Segunda Guerra Mundial tras el ataque a Pearl Harbor.